# Reason
Reason – działający w czasie rzeczywistym zbiór programowych syntezatorów, samplerów i efektów, stworzony w 2000 przez szwedzką grupę deweloperską Propellerhead Software. Następca wcześniejszego produktu, oznaczanego jako ReBirth RB-338. W lato 2011 pojawiła się szósta wersja programu Reason, niecały rok później darmowa aktualizacja do wersji 6.5, w której wprowadzono możliwość nabycia syntezatorów bądź efektów oferowanych przez innych producentów, tzw. „Rack Extensions”.
Program symuluje rack prawdziwych urządzeń – użytkownik może ręcznie łączyć elementy racka za pomocą wirtualnych kabli. Posiada własny sekwencer MIDI, a całością można sterować za pomocą zewnętrznego kontrolera, na przykład klawiatury sterującej. Obecna wersja Reasona jest połączeniem wersji 5.0 z innym programem Propellerhead Software Record.

## Użytkownicy
W Reasonie tworzą m.in.: Daniel Kandi, S3RL czy DJ Babu.